# جيمس رايدر راندال
جيمس رايدر راندال (بالإنجليزية: James Ryder Randall)‏ هو كاتب وصحفي وشاعر أمريكي، ولد في 1839 في بالتيمور في الولايات المتحدة، وتوفي في 15 يناير 1908 في أوغستا في الولايات المتحدة.

## روابط خارجية
- جيمس رايدر راندال على موقع ميوزك برينز (الإنجليزية)